# Siamesi Brothers
Siamesi Brothers è il primo disco del duo Siamesi Brothers, composto dai rapper italiani Esa e Tormento, uscito nel 2008.
L'album contiene le collaborazioni di molti artisti della scena italiana, tra cui Primo dei Cor Veleno, Gué Pequeno dei Club Dogo, Ensi degli OneMic e Asher Kuno e Jack the Smoker della Spregiudicati Crew. Le produzioni sono per la maggior parte affidate al duo, ma non mancano apparizioni notevoli come quelle di Rastea, DJ Myke, Shablo e C-Mas.

## Tracce
| #  | Titolo                  | Produttore\i   | Collaboratore\i              | Durata |
| -- | ----------------------- | -------------- | ---------------------------- | ------ |
| 1  | Fammi sentire che bruci | Esa            |                              |        |
| 2  | Parole sante            | Tormento       |                              |        |
| 3  | Bellezza naturale       | Esa            |                              |        |
| 4  | Attenzione              | Tormento       | Primo                        |        |
| 5  | Mi piacerebbe           | Tormento       | Fadamat & ArdiMan            |        |
| 6  | Muoviti con noi         | Esa            |                              |        |
| 7  | Sangue del mio sangue   | Rastea         | Gora & Rastea                |        |
| 8  | Niente di nuovo         | DJ Myke        | Dre & DJ Myke                |        |
| 9  | Criminal Minded         | Esa            | Gué Pequeno                  |        |
| 10 | La mia medicina         | Shablo         |                              |        |
| 11 | Tutto in una notte      | Cee Mass       | Fadamat                      |        |
| 12 | Fuori da Babilonia      | Esa            |                              |        |
| 13 | Karnival                | Esa            | Bat One                      |        |
| 14 | Non aspettare domani    | Esa & Tormento |                              |        |
| 15 | Non è poco              | Esa            | Ensi                         |        |
| 16 | Basta parole            | Esa            | Jack the Smoker & Asher Kuno |        |
| 17 | Ascolta e rilassati     | Esa & Tormento |                              |        |